# Friedrich August Fritzsche
Friedrich August Fritzsche (* 23. April 1806 in Altenburg; † 10. Mai 1887 in Roda) war ein deutscher Jurist und Politiker.
Fritzsche absolvierte von 1824 bis 1827 ein Studium der Rechtswissenschaften in Jena. Danach war er Advokat in Roda, von 1834 bis 1851 auch Stadtschreiber ebd. Von 1851 bis 1878 arbeitete er als Amtssekretär am Justizamt in Roda.
Er war vom 12. Januar bis zum 30. Mai 1849 Mitglied der Frankfurter Nationalversammlung für Sachsen-Altenburg in der Fraktion Casino. Außerdem war er Mitglied im Märzverein. Er war außerdem von 1836 bis 1850 für den Stand der Bürger und die Stadt Roda Mitglied des Landtags des Herzogtums Sachsen-Altenburg.